# Jacqueline Reyneke van Stuwe
Jacqueline (Pierrette) Reyneke van Stuwe (Muntok, Nederlands-Indië, 13 augustus 1871 - Den Haag, 20 september 1955) was Nederlandse schrijfster en hoofdredacteur van De Hollandsche Lelie en De Haagsche Vrouwenkroniek.

## Biografie
Reyneke van Stuwe was dochter van militair Hendrik Wilhelm Carel Reyneke van Stuwe en Johanna Maria Wilhelmina de Jong. Kort na de geboorte van haar zusje Jeanne in 1874 verhuisde het gezin Van Stuwe van Indonesië naar Nederland. Ze zou een hechte band hebben gehad met haar zusje, die ook schrijfster was, en zou haar leven lang bij Jeanne hebben ingewoond.
In 1915 werd Reyneke van Stuwe hoofdredacteur van het tijdschrift de De Haagsche Vrouwenkroniek. Zij nam de functie van Susanna Lugten-Reys over, die wegens gezondheidsproblemen haar ontslag moest aanbieden. Vanaf het moment dat ze hoofdredacteur werd, domineerden zij en haar zus Jeanne de inhoud van het tijdschrift door onder andere hun romans in delen te publiceren. In 1919 werd Reyneke van Stuwe tevens hoofdredacteur van het tijdschrift De Hollandsche Lelie. 
Als schrijfster publiceerde zij onder het pseudoniem Eline van Stuwe een groot aantal romans, novellen, toneelstukken en meisjesboeken.

## Belangrijke werken
- Schaakmat (Bruna, 1919)
- In de nevelen (P.N. Van Kampen en Zoon, 1923)
- De wisselingen van het lot (P.N. Van Kampen en Zoon, 1926)
- Hotel 'De Residentie' (P.N. Van Kampen en Zoon, jaartal onbekend)
- Lisette (P.N. Van Kampen en Zoon, 1941)

- Biografisch Portaal: 19472262
- Digitale Bibliotheek voor de Nederlandse Letteren: reyn007
- International Standard Name Identifier: 0000 0003 9213 9247
- Nederlandse Thesaurus van Auteursnamen: 069452466
- LIBRIS: 367065
- Virtual International Authority File: 286148716
- WorldCat: E39PBJdM9dWB6QMyk3Wt3P3JDq